# Gesellschaftsspiele der Römer
Bereits zu Zeiten des Römischen Reiches waren Gesellschaftsspiele eine beliebte Beschäftigung, um sich vom Alltag abzulenken und gleichzeitig die Freizeit abwechslungsreich zu gestalten. Hier werden bekannte und beliebte Gesellschaftsspiele beschrieben oder gelistet, wie sie in der Antike von den Römern gespielt wurden. Nicht in diese Kategorie fallen Zirkusspiele oder Theateraufführungen, die in der Antike durchaus als Spiel betrachtet wurden.
Einige der römischen Spiele (lateinisch ludus oder lusus) haben bis heute überlebt, andere sind in modernen Spielen „aufgegangen“. Im Kaiserreich waren Glücksspiele in Rom wegen des Verfalls der Sitten sowie der gigantischen Einsätze, die so manchen ruinierten und nicht selten zu brutalen Rachemaßnahmen trieben, verboten. Alle Formen von Würfelspielen fielen unter Glücksspiele und waren besonders verpönt, da sie angeblich den Charakter schwächten und generell als unschicklich und verwerflich galten. Trotzdem aber wurden sie hinter verschlossenen Türen oder in Tavernen mit getarnten Räumen gespielt.

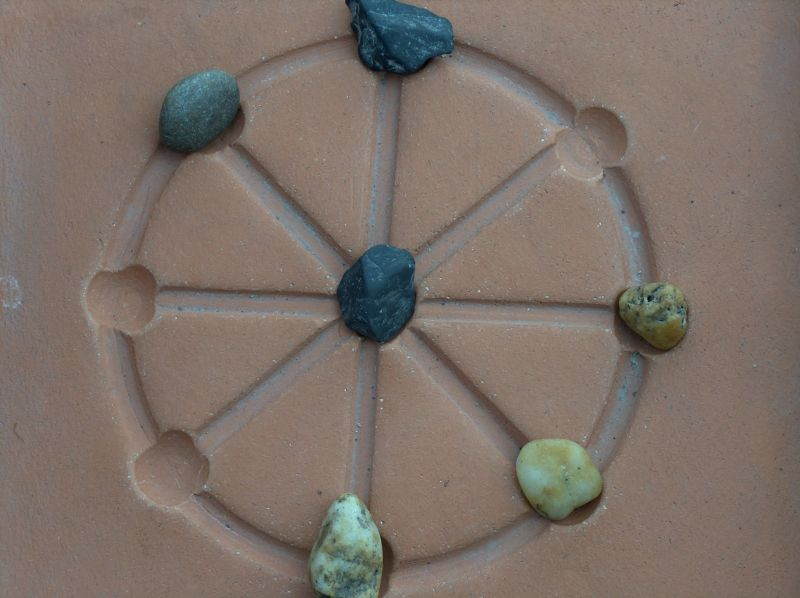
Römisches Rundmühlenspiel (Nachbildung)

## Freizeitgestaltung der Römer
Der Römer unterschied zwischen „otium“ und „negotium“. Otium bezeichnete dabei die Muße, also die Zeit, in der der Römer nicht arbeiten musste (siehe auch Senecas De otio). Negotium hingegen bedeutete für ihn eine Zeit, in der er nicht frei über seine Zeit verfügen konnte, sondern seinen Pflichten nachkommen musste.

## Spiele der Römer
Ein beliebter Spruch zuerst: Si tibi tessella favet ego te studio vincam (auch wenn dir das Glück der Würfel günstig gesinnt ist, besiege ich dich mit der Überlegung).
Im antiken Rom nahmen Spiele einen deutlich höheren Stellenwert ein als heutzutage. Spiele gehörten zum Alltag, genau so wie die Arbeit. Die Kinder spielten auf der Straße, die Jugendlichen trainierten am Tiber und die Erwachsenen saßen entweder auf den Stufen öffentlicher Gebäude oder trafen sich gezwungenermaßen zu Hause, da zum Beispiel die Würfelspiele zu Zeiten der Republik gänzlich verboten waren, zum geselligen Beisammensein.
Der Römer unterschied im Großen und Ganzen zwei Arten von Spielen. Die des Circus, also Gladiatorenkämpfe, Tierhetzen und große Schlachten,  dazu zählten auch große Sportveranstaltungen, Wagenrennen, Theater und Ertüchtigungswettkämpfe. Diese Spiele wurden in erster Linie als Schauspiele für das Volk veranstaltet.
Die zweite Gruppe war die Gruppe der Gesellschaftsspiele, zum Beispiel Mora, Ludus (oder Lusus) latronum und viele mehr, die im Folgenden näher beschrieben werden.

## Gesellschaftsspiele
Zur damaligen Zeit benötigte man nicht besonders viele Utensilien, um sich die Zeit zu vertreiben. Ein paar Bohnen oder kleine Steine, ein Ball, ein Stock, ein Reifen oder eine lange Leine (z. B. als Ziellinie) genügten den Kindern für ihren Spielspaß. Die Älteren benötigten fast noch weniger.
Es gab in der römischen Kultur verschiedene Würfelspiele und Brettspiele, von denen heute allerdings nicht mehr die genauen Regeln bekannt sind. Die Mühle in ihrer kleinen Form war auch damals schon bekannt.
Die Gitter-Spielbretter, die noch aus hellenistischer Zeit stammten,  bestanden zumeist aus einem Gitternetz, das aus mehreren horizontalen und  vertikalen Linien bestand. Dieser unserem heutigen Damebrett gleichende Spieltisch wurde für verschiedene Spiele verwendet. So konnte man zum Beispiel beim ludus latrunculorum (dt. Soldat, Söldner) mit 30 verschiedenen Figuren, die entweder wie die Bauern beim Schach verschoben wurden (mandrae= einfache Figur) oder auch springen konnten (latrones= vornehme Figur), eine Schlacht austragen. Dessen Gewinner durfte sich nun Imperator nennen. Nicht selten konnte man den Gewinner eines solch anspruchsvollen Spiels hinterher auf dem Rücken des Verlierers durch die Straßen reiten sehen. Eine weitere Version davon nennt man petteia, sie wurde entweder auf einem 8×8- oder einem 8×12-Felder-Brett gespielt, unterliegt aber überwiegend denselben Regeln. Auf einem 8×8-Felder-Brett spielte man auch das ludus calculorum, bei dem die Gegner versuchen mussten, fünf ihrer Steine in eine Reihe zu legen, egal ob horizontal, vertikal oder diagonal. (Praktisch: Man konnte es auch als Rechenbrett verwenden.) Bei 5×5 Feldern nannte man es pente grammai. Viele dieser Spiele stammten ursprünglich aber aus Griechenland.

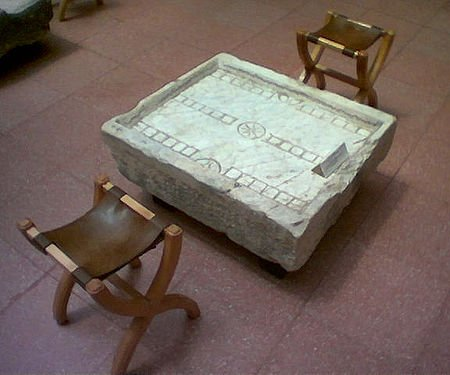
Ein Scriptatisch im Museum von Ephesus

Ebenso spielte man auf einem Brett mit 12 Linien im je eigenen Spielfeld das duodecim scripta (was ebenfalls zwölf Linien bedeutet) und dem heutigen Backgammon ähnelt, jedoch mit drei Würfeln gespielt wird. Beide Parteien durften abwechselnd vom ersten bis zum 24. Spielfeld vorrücken, wobei die Spielzüge nach einem genau festgelegten Spielplan vollzogen wurden. Um zu gewinnen, benötigte man nicht nur Glück in Bezug auf die Würfelsumme, sondern auch Geschicklichkeit in der Handhabung der Spielsteine, die die Spielzüge durchführen sollten. Dieses Spiel hatten allerdings nicht die Römer selbst entwickelt, sondern sie übernahmen es von dem altägyptischen „Senet“, gestalteten es aber spannender, indem sie die Regeln verfeinerten.
Eine Variante dieses Spiels war das tabula, bei dem man nun auch die Steine des Gegners schlagen durfte. Im Gegensatz zu unserem heutigen Backgammon spielte man es noch mit drei Würfeln. Aber auch dieses Spiel fiel unter die staatliche Kontrolle der Glücksspiele und wurde verboten. Allerdings funktionierte das auch zur damaligen Zeit nicht, und das Spiel erfreute sich im privaten Kreis oder in Tavernen hinter verschlossenen Türen größter Beliebtheit. Zur Kaiserzeit wurde diese Kontrolle wieder gelockert; so war es zum Beispiel das Lieblingsspiel des Kaisers Claudius, der, da er sich gern schriftstellerisch betätigte, ein Buch darüber oder über Glücksspiele im Allgemeinen verfasste, welches allerdings nicht überliefert wurde.
Derselbe Spieltisch kann aber auch ebenso gut für das Würfel- und Knochenspiel verwendet werden. Das Wort alea, das man mit Würfel übersetzt, bezeichnet den Wurf selbst, oder auch das Glücksspiel im Allgemeinen. Würfel wurden als tesserae bezeichnet. Die Eins wurde canis, der Hund, genannt, der Rest aber mit seinem eigentlichen Zahlenwert. Diese Würfel waren aus Elfenbein oder Knochen gefertigt. Während des Spieles wurde entweder mit der Hand oder mit einem Becher gewürfelt, wobei der Becher beliebter war, da er die Möglichkeiten des Betrügens verringerte, und es wurden zwei bis drei Würfel gleichzeitig geworfen. Um das Glück auf seine Seite zu ziehen, rief man dabei entweder den Namen eines Gottes bzw. einer Göttin oder seiner Geliebten, was unter den Jugendlichen natürlich immer wieder zu Heiterkeitsausbrüchen führte und ganz allgemein die Stimmung hob.

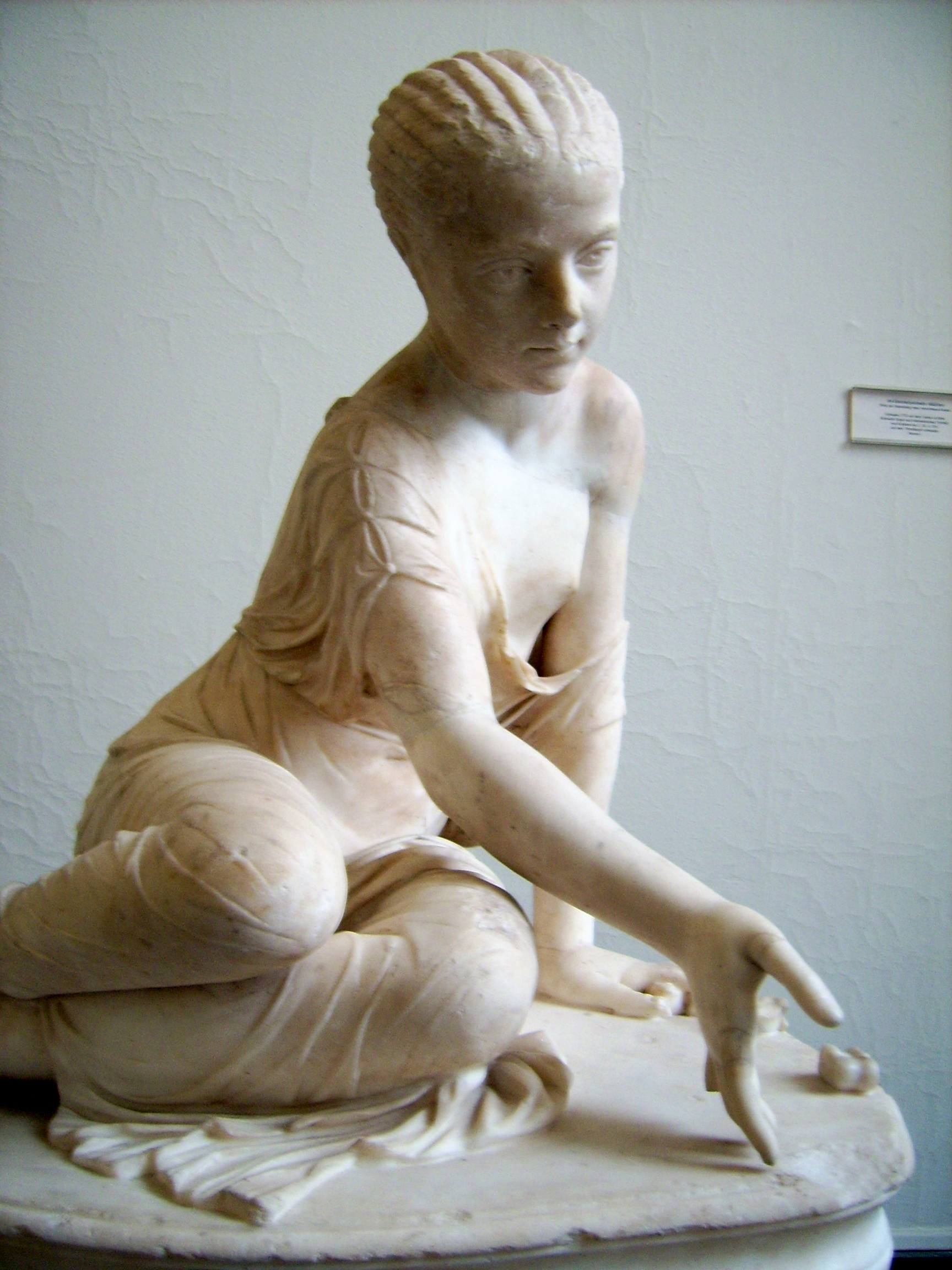
Die Knöchelspielerin. Römische Kopie nach hellenistischem Vorbild, Marmor, Höhe 70 cm

Etwas weniger Kombinationsmöglichkeiten, aber dafür nicht weniger Vergnügen bereitete das Glücksspiel mit den kleinen Knochen des Sprunggelenks, den so genannten Astragalen (altgriechisch: astragaloi „Sprunggelenk“). Nach ihnen wurde das Spiel Astragaloi, eine Variante des Pentelitha, benannt. Bevorzugt verwendete man dafür den Talus (dt. Sprungbein, Ferse) eines Tieres, zum Beispiel von Ziege, Schaf, Antilope oder Kalb, oder man stellte es in gleicher Form aus Metall, Knochen, Elfenbein oder Stein her. Diese Tali waren rechteckig geformt und hatten dementsprechend nur vier benutzbare Spielseiten, da die kurzen Seiten zu klein waren. Zwei der Seitenflächen waren sehr flach, die dritte konkav und die vierte konvex. Jede dieser Seiten hatte einen anderen Wert: Eins (canis oder vuturius), drei, vier (beide nur in griechischen Worten benannt) und sechs (aenio). Mit den vier verwendeten Spielsteinen konnte man jeweils 35 Kombinationen erreichen. Die höchste Punktzahl („Venus“) erreichte man, wenn alle vier Knöchel eine andere Zahl zeigten.
Ein deutlich einfacheres Spiel war das nuces castellatae. Hier stapelte man vier Nüsse zu einer Pyramide und musste aus der Ferne versuchen, sie zum Einsturz zu bringen, indem man mit weiteren Nüssen nach ihnen warf.
Noch mehr Geschicklichkeit benötigten die Spieler eines pentelitha. Hier nahmen die Mitspieler zunächst fünf Astragale in die Hand, warfen sie in die Luft und mussten sie dann zunächst mit dem Handrücken auffangen, um sie dann abermals in die Luft zu werfen und von oben herab wieder einzufangen.
Das ludus deltae war ebenfalls ein Geschicklichkeitsspiel, dabei wurde ein Dreieck auf den Boden gemalt und mit waagerechten Linien in zehn Felder geteilt. Das kleinste Feld an der Spitze des Dreiecks erhielt den Wert 10, das unterste, dem Spieler zugewandte Feld den Wert 1. Aus einer Entfernung von zwei bis drei Metern wurden Steine, Nüsse oder andere kleine Gegenstände geworfen, dabei gab es fünf Durchgänge, die Punkte wurden zusammengezählt.
Ebenso konnte man eine Münze in die Luft werfen, und noch während sie sich in der Luft drehte, wurde gewettet, ob sie mit dem Kopf oder mit dem Schiff oben liegen würde. Das nannte man capita et navia.
Das Spiel par impar erfreute sich bei Jung und Alt größter Beliebtheit. Ein Spieler hielt einige Nüsse oder kleine Steine in der Hand hinter dem Rücken, und der andere musste raten, ob es sich dabei um eine gerade oder ungerade Zahl handelte.
Später wurden die Spiele durch die Griechen und orientalische Sklaven zum Beispiel um Kartenspiele erweitert. Besonderer Beliebtheit erfreuten sich außerdem Rätsel, um den Geist herauszufordern.

### Glücksspiele
Duodecim scripta
Tabula direkter Vorläufer des Backgammon

### Keine Glücksspiele
Astragaloi
Latrunculi
Loculus Archimedius
Nuces castellatae
Pentelitha